# Ringebu (gemeente)
Ringebu is een gemeente en skigebied in het Gudbrandsdal in de Noorse provincie Innlandet.
Ringebu grenst aan Sør-Fron in het noordwesten, in het zuidwesten aan Gausdal, in het zuiden aan Øyer en aan Stor-Elvdal in de provincie Hedmark in het oosten.
Ringebu ligt op 182 meter boven zeeniveau. Er zijn twee bergpassen in het Østerdal, een is tijdens de winter gesloten. Het skigebied Kvitfjell in Ringebu werd gebruikt tijdens de Olympische winterspelen in 1994.

## Demografie
De gemeente telde 4586 inwoners in januari 2005, waarvan 50,2% mannelijk. Het aandeel ouderen (67 jaar of ouder) is 19,1%. In juni 2005 was 2,7% van de bevolking werkloos.
Er vertrokken in 2004 155 personen en er vestigden zich 150 personen in Ringebu. De gemeenteregistratie telde 16 personen met (van oorsprong) de Nederlandse nationaliteit.

## Plaatsen in de gemeente
- Fåvang
- Ringebu (plaats)

Alvdal · Dovre · Eidskog · Elverum ·  Engerdal · Etnedal · Folldal · Gausdal · Gjøvik · Gran · Grue ·  Hamar · Kongsvinger · Lesja · Lillehammer · Lom ·  Løten · Nord-Aurdal · Nord-Fron · Nord-Odal · Nordre Land · Os · Østre Toten · Øyer · Øystre Slidre · Rendalen · Ringebu · Ringsaker · Sel · Skjåk · Stange · Stor-Elvdal · Søndre Land · Sør-Aurdal · Sør-Fron · Sør-Odal · Tolga · Trysil · Tynset · Vågå · Våler · Vang · Vestre Slidre · Vestre Toten · Åmot · Åsnes

Fylker van Noorwegen